# القضايا البيئية في اليمن
تـُعاني اليمن من قضايا البيئة ومشكلاتها فقد شهدت البيئة تدهوراً ملحوظاً بسبب الاستخدام الجائر للموارد الطبيعية وارتفاع معدل التلوث البيئي نتيجة للتزايد السكاني الذي يُعاني مزيداً من الفقر، ومزيداً من الاستغلال السيئ للبيئة ومزيداً من انقراض الحياة للحيوانات البرية والبحرية.

## نقص المياه
تواجه اليمن ندرة في المياه الجوفية، وتستهلك  زراعة (القات) 30% من المياه، أي ما يقارب 800 مليون متر مكعب من المياه في السنة نتيجة توسع زراعته على حساب المحاصيل الزراعية الأخرى بسبب زيادة الاستهلاك وكثرة الطلب عليه.

## تلوث المياه بالمخلفات السائلة
مياه الشرب تتعرض في بعض المدن اليمنية للتلوث بسبب تسرب مياه الصرف الصحي بسبب كثرة (البيارات)، والصرف الصناعي والصرف الزراعي، إذ تفتقر اليمن إلى شبكات الصرف الصحي الكافية للتخلص من مخلفات المنازل والمصانع (مع العلم أنّ 1 سم3 من مياه الصرف الصحي يحتوي على 2 ـ 3 ملايين ميكروب، بالإضافة إلى ذلك فلا يزال كثيراً من سكان الريف يعتمدون في الحصول على مياه الشرب من المياه السطحية سواء البرك والمواجل المعتمدة على مياه الأمطار أو الغيول الجارية والآبار الضحلة وهي في الغالب مصادر غير مأمونة صحياً.

## تلوث مياه البحر
مصادر التلوث البحري تكون إما عن طريق السفن العابرة أو مخلفات التجمعات السكانية الساحلية، ولذلك فإنّ مخلفات التجمعات السكانية القريبة من الشواطئ تعتبر المصدر الرئيس لتلوث البيئة البحرية، لأنّ مجاري المدن الساحلية اليمنية ـ دون استثناء ـ تصب في البحر مباشرة دون أية معالجة أو آلية تذكر ـ ذلك ما تؤكده الدراسة ـ وتضيف أنّ مدينة عدن كانت الوحيدة في اليمن التي تقوم بتجميع مياه المجاري وتـعالجها قبل صبها إلى البحر أو استعمالها للتشجير، إلا أنّ معظم تلك التجهيزات قد اندثرت لأنّ عمرها الافتراضي قد انتهى.

## المخلفات الصلبة
تـُعد المخلفات الصلبة المتمثلة في مخلفات البناء والهدم والزجاج والمواد البلاستيكية وفضلات المعامل والمصانع والمسالخ والمخلفات الأخرى من مسببات التلوث، وتعتبر مشكلة التخلص من هذه المخلفات ـ كما تشير الدراسة ـ من أكثر المشكلات البيئية المزمنة في اليمن ،وبحسب تقرير مجلس حماية البيئة عن الوضع البيئي الراهن، فإنّ كمية المخلفات تصل في المتوسط من (0.5) إلى (1) كيلو جرام للفرد الواحد في المدن الرئيسة و300 ـ 400 جرام للفرد الواحد في المدن الثانوية، وأبرز هذه المخلفات والنفايات المواد العضوية 6 % ومخلفات الهدم والبناء 20 % والمواد البلاستيكية 9 % والمنسوجات 2 % والزجاج 3 % والمخلفات الأخرى 5 %.

## تلوث الهواء
المصادر الثابتة والمتحركة الملوثة للهواء في اليمن وأهمها : مصافي البترول في البريقة م / عدن وصافر في مأرب، والمحطة الحرارية في م / الشعب م / عدن والمخا م / تعز والحديدة، ومصنع اسمنت عمران ومصنع اسمنت باجل وينتج عنهما الغبار، ومصنع صهر الحديد الصلب ودباغة الجلود والمنظفات الكيماوية والبطاريات ومقالع الحجارة والكسارات ومحطات تعبئة البنزين والخبز ومحطات تولدي الكهرباء ورذاذ المبيدات عند الرش والاستعمالات المنزلية ووسائل النقل المختلفة وغاز الأوزون الناتج عن التفاعل الكيميائي الضوئي في وجود الشمس.

## مشكلة التصحر
تـُعاني  97 ـ 99% من المساحات الكلية للأراضي الزراعية في اليمن من التصحر وبدرجات مختلفة من حدة التصحر، ويتعرض ما يقارب 3.63 ملايين هكتار من الأراضي الزراعية في المحافظات الشمالية إلى التعرية الهوائية و12 مليون هكتار للتعرية المائية و3.83 ملايين هكتار بالتملح وما يقارب 30 % من تعاونية ميفعة تـُعاني من حدة التصحر، وما يقارب 80 % من مساحة تعاونية رضوم الساحلية وبالتالي زيادة رقعة الأراضي المتصحرة على حساب الأراضي الزراعية. وتهدد مشكلة التصحر الموارد الطبيعية من التربة وأراض زراعية، كما تنعكس سلباً على الإنتاج الزراعي النباتي والحيواني كما تؤثر أيضاً على مستوى معيشة السكان وعلى حياتهم الاجتماعية ويقف التدهور المتسارع للموارد الطبيعية عائقاً أمام التنمية المتكاملة التي تهدف إليها خطط التنمية في اليمن.

## تلوث التربة
تعتبر الأسمدة والمبيدات الكيميائية والفضلات المنزلية والصناعية من أهم ملوثات التربة والتي تؤدي إلى قتل العديد من الكائنات الحية التي تسهم في تحليل المواد العضوية وبالتالي إلى تدهور خصوبتها وانخفاض إنتاجياتها كماً ونوعاً من جهة، والتأثير على حياة الإنسان عن طريق المحاصيل أو المياه الملوثة من جهةٍ أخرى.

## استخدام المبيدات
المزارعين في اليمن يستخدمون المبيدات الحشرية والمخصبات الزراعية بطريقة غير مأمونة، كما تستخدم مواد أخرى كيماوية تعتبر محرمة دولياً من قبل المزارعين لزيادة الإنتاج والربح السريع دون تقدير لأضرارها على البيئة وعلى المستهلكين الذين يصابون بكثيرٍ من الأمراض أخطرها الأمراض السرطانية والتليف الكبدي والفشل الكلوي.